# Rough Rock
 Rough Rock statisztikai település az USA Arizona államában, Apache megyében. Lakosainak száma 428 fő (2020. április 1.).